# Ричард Маден
Ричард Маден (енгл. Richard Madden; Елдерсли, 18. јун 1986) британски је позоришни филмски и телевизијски глумац, познат по улози Роба Старка у Ејч-Би-Оу-вој серији Игра престола и по улози принца Кита у Дизнијевом играном филму Пепељуга (2015)

## Биографија
Рођен је 18. јуна у Елдерслију, Шкотска, као средњи син Пете, учитељице, и Ричарда Мадена, ватрогасца. Са једанаест година прикључио се глумачкој секцији локалног дома културе, не би ли превазишао сопствену стидљивост. Ускоро је ангажован у улози младог Ендија у филму Саучесништво (Complicity), филмској адаптацији истоименог романа Ијана Бенкса. Добио је главну улогу Себастијана у дечијој серији Бурма тетке Бумеранг (Barmy Aunt Boomerang), снимивши двадест епизода које су приказиване у периоду од 1999. до 2000. Дипломирао је на Краљевској шкотској академији музичких и драмских уметности 2007.
На последњој години факултета преселио се у Лондон, где је у позоришту Глоуб добио улогу Ромеа у Шекспировој трагедији Ромео и Јулија. Након што је приказана у Лондону, представа се приказивала на отвореним позорницама током лета 2007, поставши прва Глоубова путујућа представа. Такође је играо Калума Макгрегора у позоришној адаптацији романа Икс-окс Малори Блекмен.
Вратио се на телевизију 2009. у улози Дина Макензија у Би-Би-Си-јевој серији Хоуп Спрингс (Hope Springs). Затим је тумачио Риплија у филму Причаоница (Chatroom) и певача Кирка Брандона у телевизијском остварењу Забринут за дечака (Worried About The Boy), биографском филму о Боју Џорџу. У периоду од 2011. до 2013. играо је Роба Старка у Ејч-Би-Оу-вој високобуџетној серији Игра престола (Game of Thrones), заснованој на романима епске фантастике Песма леда и ватре Џорџа Р. Р. Мартина. Потом је играо у мини-серији Сирене (Sirens, 2011), дводелном телевизијском филму Песма птица (Birdsong, 2012) са Едијем Редмејном, Метјуом Гудом и Клеманс Поези, затим играном филму Обећање (Promise, 2013) са Аланом Рикманом и Ребеком Хол и мини серији Клондајк (Klondike, 2013).
Играо је принца Кита 2015. у комерцијално успешном Дизнијевом филму Пепељуга (Cinderella) у режији Кенета Бране, са Кејт Бланчет, Лили Џејмс и Хеленом Бонам Картер. Исте године приказано је Би-Би-Си-јево телевизијско остварење Љубавник леди Четерли (Lady Chatterley's Lover), адаптација истоименог контроверзног романа Д. Х. Лоренса, где је глумио ловочувара који се упушта у сексуалну аферу са удатом аристократкињом.
Године 2021. тумачио је улогу Икариса у Марвеловом филму Вечни.

### Приватни живот
Био је у вези је са глумицом Џеном Колман.

## Филмографија
| Филмови    |                       |               |                      |                                                                                                |
| Година     | Српски назив          | Изворни назив | Улога                | Напомене                                                                                       |
| 2000.      | Саучесништво          |               | Млади Енди           |                                                                                                |
| 2010.      | Причаоница            |               | Рипли                |                                                                                                |
| 2011.      | Скитнице              |               | Елиот                | кратки филм                                                                                    |
| 2013.      | Обећање               |               | Фридрих              |                                                                                                |
| 2015.      | Пепељуга              |               | принц Кит            |                                                                                                |
| 2015.      | Група бе              |               | Шејн Хантер          | кратки филм                                                                                    |
| 2016.      | Дан Бастиље           |               | Џејмс Воткинс        |                                                                                                |
| 2019.      | 1917                  |               | поручник Џозеф Блејк |                                                                                                |
| 2021.      | Вечни                 |               | Икарис               |                                                                                                |
| Телевизија |                       |               |                      |                                                                                                |
| 2001.      | Бурма тетке Бумеранг  |               | Себастијан Симпкинс  | 20 епизода                                                                                     |
| 2009.      | Хоуп Спрингс          |               | Дин Макензи          | 8 епизода                                                                                      |
| 2010.      | Забринут за дечака    |               | Кирк Брандон         | ТВ филм                                                                                        |
| 2011−2013. | Игра престола         |               | Роб Старк            | 21 епизода Номинација - Награда Удружења глумаца за најбољу глумачку поставу у драмској серији |
| 2011.      | Сирене                |               | Ешли Гринвик         | 6 епизода                                                                                      |
| 2012.      | Песма птица           |               | Мајкл Вир            | 2 епизоде                                                                                      |
| 2014.      | Клондајк              |               | Бил Хаскел           | 3 епизоде                                                                                      |
| 2015.      | Љубавник леди Четерли |               | Оливер Мелорс        | ТВ филм                                                                                        |